# Рид, Фрэнсис (актриса)
Фрэнсис Рид (англ. Frances Reid; 9 декабря 1914, Уичито-Фолс, Техас — 3 февраля 2010[…], Лос-Анджелес, США) — американская драматическая актриса. Известна ролью Элис Хортон в мыльной опере «Дни нашей жизни», которую она играла с ноября 1965 года до 26 декабря 2007 года.

## Биография
Родилась в Уичито-Фолс, Техас, в семье банкира Чарльза Уиллиама и Анны Мэй Рид. Выросла Рид в Беркли, Калифорния.

## Карьера
Её актёрская карьера началась в 1938 году с эпизодической роли в фильме «Человек-робот». В 1939 году состоялся дебют Рид на Бродвейском «John Golden Theatre» в спектакле Where There’s a Will. В 1946 году она сыграла Роксану в пьесе «Сирано де Бержерак». Эту роль она вновь сыграла в адаптации Cyrano канала The Philco Television Playhouse.
С 1954 по 1955 год она снималась в главной роли в мыльной опере «Портии грозит пожизненное». С 1959 по 1962 год она играла Грейс Бекер в мыльной опере «Как вращается мир», а в 1964 году Роуз Поллак в телесериале «На пороге ночи». Дебютом Рид стала роль Элис Хортон в мыльной опере «Дни нашей жизни». Особое внимание персонаж Элис привлёк в 2003—2004 годах, когда она и многие другие персонажи были убиты. Последний раз Рейд появилась в «Днях нашей жизни», 26 декабря 2007 года.
В 1966 году Рид снялась в драме «Вторые» режиссёра Джона Франкенхаймера.

## Личная жизнь
Рид была замужем за актёром Филипом Бурнефом с 27 июня 1940 года до его смерти в 1979 году Детей у них не было.

## Смерть
Рид умерла в Беверли-Хиллз, Калифорния от болезни Альцгеймера 3 февраля 2010 года в возрасте 95 лет.

## Награды и номинации
Номинирована на премию Эмми как «Лучшая актриса» в 1979 году и как «Выдающаяся актриса» в 1987 году. Получила премию в 2004 году. Она победила в журнале «Дайджест мыльных опер» в номинации «Выдающаяся пожилая актриса» в 1978, 1979, 1984 и 1985 годах.

## Фильмография
- Театр Крафта (сериал) (1947—1958)
- Студия один (1948—1958) — Гертруда
- Актёрская студия (1948—1950)
- Театр Армстронга (1950—1963) — Ева Баннер
- Альфред Хичкок представляет (сериал) (1955—1962) — Мэри Петтерс
- Как вращается мир (1956—2010) — Грейс Беккер
- Мистер Новак (1963—1965) — Элси Уилер
- ФБР (1965—1974) — Эллен Портер
- Дни нашей жизни (1965—2010) — Элис Хортон
- Секунда (1966)
- Американские мечты (2002—2005) — леди Приор